# S.C.A.T.

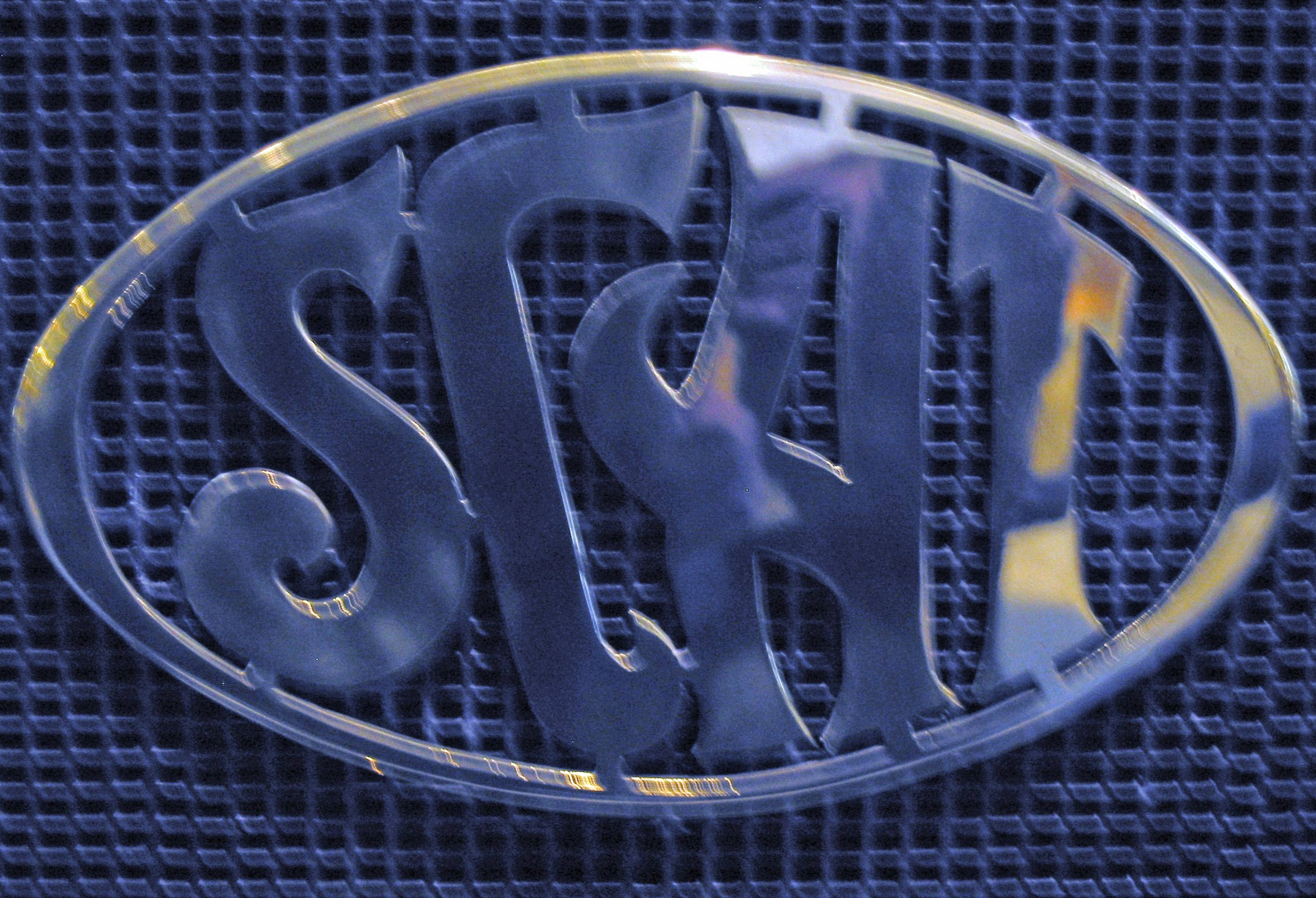
Emblem

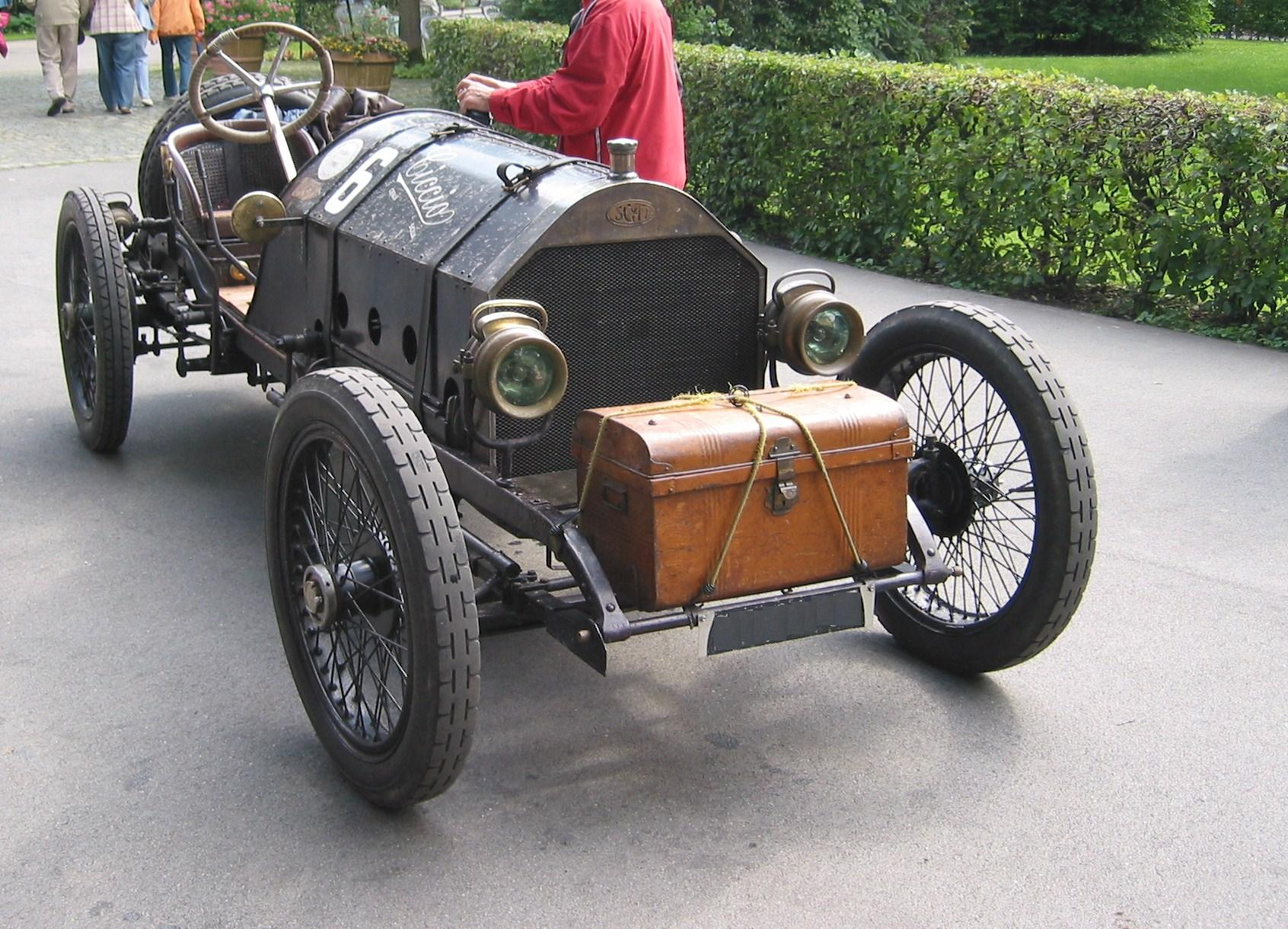
SCAT von 1911

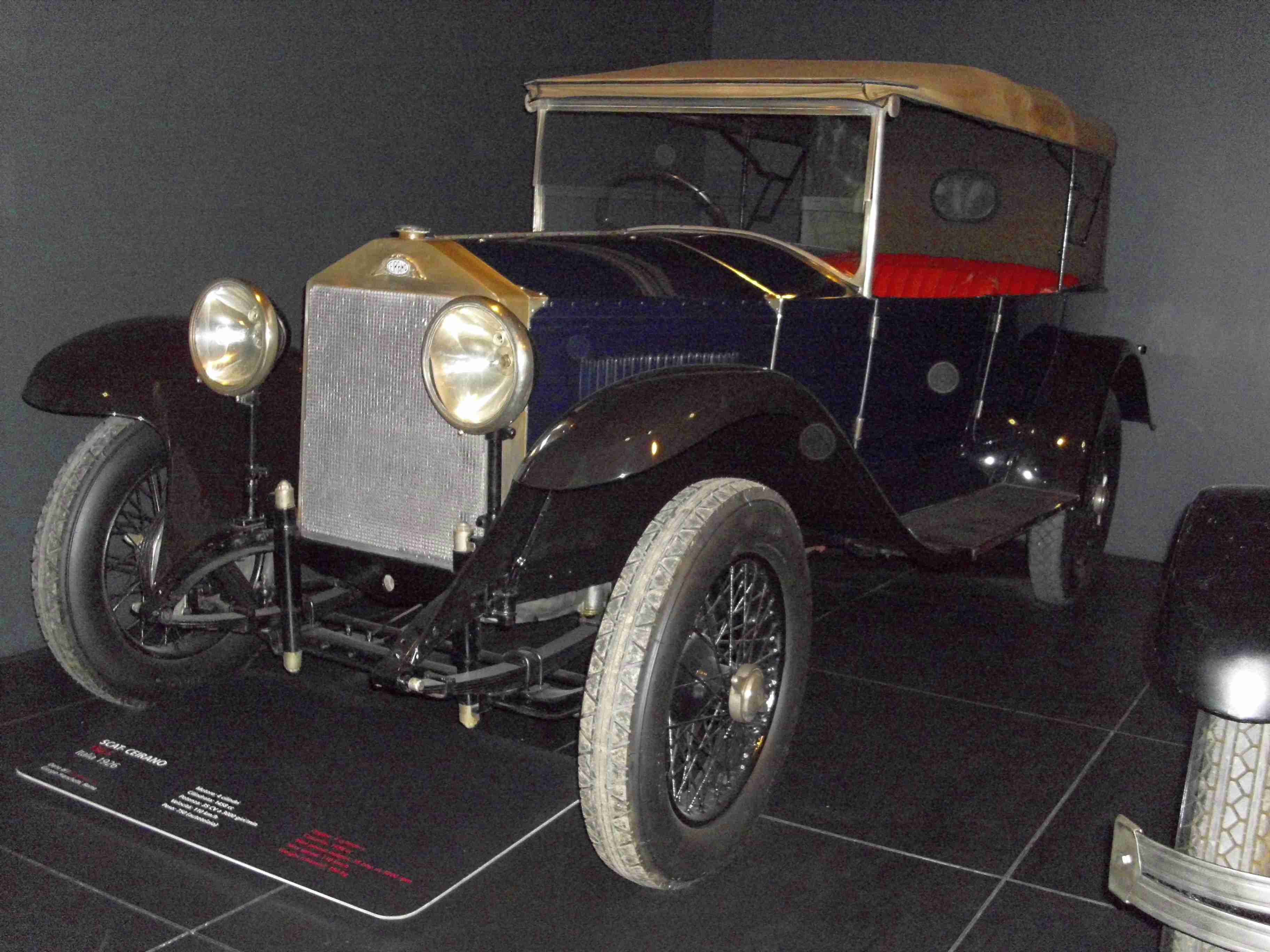
SCAT-Ceirano von 1926

Die Società Ceirano Automobili Torino, kurz S.C.A.T., war ein italienischer Hersteller von Automobilen.

## Unternehmensgeschichte
Das Unternehmen Società Ceirano Automobili Torino wurde 1906 in Turin von Giovanni Ceirano und seinem Sohn Giovanni „Ernesto“ Ceirano zur Produktion von Automobilen gegründet. 1918 verließen die beiden Herren das Unternehmen, um Ceirano Giovanni Fabbrica Automobili S.A. zu gründen. 1925 wurden die beiden Unternehmen vereinigt. 1930 wurde die Produktion eingestellt.

## Fahrzeuge
Es wurden sportliche Fahrzeuge hergestellt, die auch erfolgreich an Autorennen wie der Targa Florio teilnahmen. 1906 erschienen die ersten Vierzylindermodelle 12 HP, auch 12/16 HP genannt, mit 2724 cm³ Hubraum, 16 HP mit 3054 cm³ Hubraum und 18 HP mit 3770 cm³ Hubraum. 1908 folgte ein Modell mit 4487 cm³ Hubraum. 1912 gab es den 15/20 HP mit 2951 cm³ Hubraum, und 1914 den 25/35 HP mit 4712 cm³ Hubraum. 1919 erschien der 12/15 HP mit 1551 cm³ Hubraum. Kurz darauf erschien ein Sechszylindermodell. Ab 1925 wurde das Modell N 150 von Ceirano S.A. mit einem Vierzylindermotor mit 1500 cm³ weiter produziert, von dem es auch die Sportausführung 150 S gab.
Ein Fahrzeug dieser Marke ist im Museo Nazionale dell’Automobile in Turin zu besichtigen.

## Modellübersicht
| Jahr      | Modell       | Zylinder | Bohrung (mm) | Hub (mm) | Hubraum (cm³) | Text                                                                      |
| --------- | ------------ | -------- | ------------ | -------- | ------------- | ------------------------------------------------------------------------- |
| 1906–1909 | 12–16 HP     | 4        | 85           | 120      | 2724          |                                                                           |
| 1907–1909 | 16–20 HP     | 4        | 92           | 120      | 3191          |                                                                           |
| 1907–1909 | 22–32 HP     | 4        | 100          | 120      | 3770          |                                                                           |
| 1910–1911 | 22–32 HP     | 4        | 100          | 140      | 4398          |                                                                           |
| 1912–1914 | 15–20 HP     | 4        | 85           | 130      | 2951          |                                                                           |
| 1910–1911 | 15–20 HP     | 4        | 85           | 120      | 2724          |                                                                           |
| 1912–1920 | 25–35 HP     | 4        | 100          | 150      | 4712          |                                                                           |
| 1912–1915 | 60–75 HP     | 4        | 100          | 250      | 7854          | Angegeben mit 6284 cm³ Hubraum. Möglicherweise ist 200 mm Hub gemeint.    |
| 1914–1920 | 12–18 HP     | 4        | 75           | 120      | 2121          |                                                                           |
| 1915–1916 | 18–30 HP     | 4        | 90           | 140      | 3563          |                                                                           |
| 1921      | 18–25 HP     | 4        | 75           | 120      | 2121          |                                                                           |
| 1922      | 18–25 HP     | 4        | 76           | 125      | 2268          | Angegeben mit 2220 cm³ Hubraum. Möglicherweise ist 75 mm Bohrung gemeint. |
| 1922      | 18–25 HP     | 6        | 64           | 115      | 2220          |                                                                           |
| 1921      | 30–40 HP     | 4        | 100          | 150      | 4712          |                                                                           |
| 1921      | 120 HP corsa | 4        | 140          | 150      | 9236          |                                                                           |
| 1922      | 12–16 HP     | 4        | 67           | 110      | 1551          |                                                                           |
| 1922      | 20–30 HP     | 4        | 85           | 130      | 2951          |                                                                           |
| 1924–1928 | N 150        | 4        | 65           | 110      | 1460          |                                                                           |
| 1924–1931 | S 150        | 4        | 65           | 110      | 1460          |                                                                           |
| 1926–1928 | 250          | 4        | 75           | 130      | 2297          |                                                                           |

Quelle: